# عنکبوت سیاه خانگی
عنکبوت سیاه خانگی (نام علمی: Badumna insignis) نام یک گونه از خانواده عنکبوت‌های میان‌کشندی است.